# Bokor, Madžarska
Bokor je vas na Madžarskem, ki upravno spada pod podregijo Pásztói Županije Nógrád.